# Zhang Liyue
Zhang Liyue es una deportista china que compitió en taekwondo. Ganó una medalla de bronce en el Campeonato Asiático de Taekwondo de 2002 en la categoría de –67 kg.

## Palmarés internacional
| Campeonato Asiático | Campeonato Asiático | Campeonato Asiático | Campeonato Asiático |
| Año                 | Lugar               | Medalla             | Categoría           |
| ------------------- | ------------------- | ------------------- | ------------------- |
| 2002                | Amán (Jordania)     | Medalla de bronce   | –67 kg              |